# When We Were Young
"When We Were Young" is een single van de Britse zangeres Adele. Het kwam uit op 22 januari 2016 door XL Recordings als de tweede single van haar derde studioalbum 25. 

## Achtergrond
Na de release van 25, is "When We Were Young" al 150,000 keer gekocht als muziekdownload in de Verenigde Staten. Het kwam binnen de top 30 in Engeland, Verenigde Staten, Australië, Oostenrijk, België, Frankrijk, Hongarije, Schotland en Spanje. De single heeft geen officiële videoclip, hoewel er wel een versie is opgenomen in de Church Studios.

## Hitnoteringen

### Nederlandse Top 40
| Hitnotering: 23-01-2016 t/m 30-04-2016 | Hitnotering: 23-01-2016 t/m 30-04-2016 | Hitnotering: 23-01-2016 t/m 30-04-2016 | Hitnotering: 23-01-2016 t/m 30-04-2016 | Hitnotering: 23-01-2016 t/m 30-04-2016 | Hitnotering: 23-01-2016 t/m 30-04-2016 | Hitnotering: 23-01-2016 t/m 30-04-2016 | Hitnotering: 23-01-2016 t/m 30-04-2016 | Hitnotering: 23-01-2016 t/m 30-04-2016 | Hitnotering: 23-01-2016 t/m 30-04-2016 | Hitnotering: 23-01-2016 t/m 30-04-2016 | Hitnotering: 23-01-2016 t/m 30-04-2016 | Hitnotering: 23-01-2016 t/m 30-04-2016 | Hitnotering: 23-01-2016 t/m 30-04-2016 | Hitnotering: 23-01-2016 t/m 30-04-2016 | Hitnotering: 23-01-2016 t/m 30-04-2016 | Hitnotering: 23-01-2016 t/m 30-04-2016 |
| Week:                                  | 1                                      | 2                                      | 3                                      | 4                                      | 5                                      | 6                                      | 7                                      | 8                                      | 9                                      | 10                                     | 11                                     | 12                                     | 13                                     | 14                                     | 15                                     |                                        |
| -------------------------------------- | -------------------------------------- | -------------------------------------- | -------------------------------------- | -------------------------------------- | -------------------------------------- | -------------------------------------- | -------------------------------------- | -------------------------------------- | -------------------------------------- | -------------------------------------- | -------------------------------------- | -------------------------------------- | -------------------------------------- | -------------------------------------- | -------------------------------------- | -------------------------------------- |
| Positie:                               | 36                                     | 33                                     | 29                                     | 25                                     | 17                                     | 19                                     | 22                                     | 17                                     | 14                                     | 16                                     | 17                                     | 19                                     | 22                                     | 27                                     | 39                                     | uit                                    |

### NederlandseSingle Top 100
| Hitnotering (Week 1): 28-11-2015 Hitnotering (Week 2 t/m 14): 13-02-2016 t/m 07-05-2016 Hitnotering (Week 15): 02-07-2016 | Hitnotering (Week 1): 28-11-2015 Hitnotering (Week 2 t/m 14): 13-02-2016 t/m 07-05-2016 Hitnotering (Week 15): 02-07-2016 | Hitnotering (Week 1): 28-11-2015 Hitnotering (Week 2 t/m 14): 13-02-2016 t/m 07-05-2016 Hitnotering (Week 15): 02-07-2016 | Hitnotering (Week 1): 28-11-2015 Hitnotering (Week 2 t/m 14): 13-02-2016 t/m 07-05-2016 Hitnotering (Week 15): 02-07-2016 | Hitnotering (Week 1): 28-11-2015 Hitnotering (Week 2 t/m 14): 13-02-2016 t/m 07-05-2016 Hitnotering (Week 15): 02-07-2016 | Hitnotering (Week 1): 28-11-2015 Hitnotering (Week 2 t/m 14): 13-02-2016 t/m 07-05-2016 Hitnotering (Week 15): 02-07-2016 | Hitnotering (Week 1): 28-11-2015 Hitnotering (Week 2 t/m 14): 13-02-2016 t/m 07-05-2016 Hitnotering (Week 15): 02-07-2016 | Hitnotering (Week 1): 28-11-2015 Hitnotering (Week 2 t/m 14): 13-02-2016 t/m 07-05-2016 Hitnotering (Week 15): 02-07-2016 | Hitnotering (Week 1): 28-11-2015 Hitnotering (Week 2 t/m 14): 13-02-2016 t/m 07-05-2016 Hitnotering (Week 15): 02-07-2016 | Hitnotering (Week 1): 28-11-2015 Hitnotering (Week 2 t/m 14): 13-02-2016 t/m 07-05-2016 Hitnotering (Week 15): 02-07-2016 | Hitnotering (Week 1): 28-11-2015 Hitnotering (Week 2 t/m 14): 13-02-2016 t/m 07-05-2016 Hitnotering (Week 15): 02-07-2016 | Hitnotering (Week 1): 28-11-2015 Hitnotering (Week 2 t/m 14): 13-02-2016 t/m 07-05-2016 Hitnotering (Week 15): 02-07-2016 | Hitnotering (Week 1): 28-11-2015 Hitnotering (Week 2 t/m 14): 13-02-2016 t/m 07-05-2016 Hitnotering (Week 15): 02-07-2016 | Hitnotering (Week 1): 28-11-2015 Hitnotering (Week 2 t/m 14): 13-02-2016 t/m 07-05-2016 Hitnotering (Week 15): 02-07-2016 | Hitnotering (Week 1): 28-11-2015 Hitnotering (Week 2 t/m 14): 13-02-2016 t/m 07-05-2016 Hitnotering (Week 15): 02-07-2016 | Hitnotering (Week 1): 28-11-2015 Hitnotering (Week 2 t/m 14): 13-02-2016 t/m 07-05-2016 Hitnotering (Week 15): 02-07-2016 | Hitnotering (Week 1): 28-11-2015 Hitnotering (Week 2 t/m 14): 13-02-2016 t/m 07-05-2016 Hitnotering (Week 15): 02-07-2016 | Hitnotering (Week 1): 28-11-2015 Hitnotering (Week 2 t/m 14): 13-02-2016 t/m 07-05-2016 Hitnotering (Week 15): 02-07-2016 | Hitnotering (Week 1): 28-11-2015 Hitnotering (Week 2 t/m 14): 13-02-2016 t/m 07-05-2016 Hitnotering (Week 15): 02-07-2016 |
| Week: | 1 | | 2 | 3 | 4 | 5 | 6 | 7 | 8 | 9 | 10 | 11 | 12 | 13 | 14 | | 15 | |
| --- | --- | --- | --- | --- | --- | --- | --- | --- | --- | --- | --- | --- | --- | --- | --- | --- | --- | --- |
| Positie: | 68 | uit | 39 | 39 | 32 | 24 | 25 | 28 | 30 | 33 | 38 | 45 | 53 | 68 | 92 | uit | 96 | uit |

### NederlandseMega Top 50
| Hitnotering: 09-01-2016 t/m 23-04-2016 | Hitnotering: 09-01-2016 t/m 23-04-2016 | Hitnotering: 09-01-2016 t/m 23-04-2016 | Hitnotering: 09-01-2016 t/m 23-04-2016 | Hitnotering: 09-01-2016 t/m 23-04-2016 | Hitnotering: 09-01-2016 t/m 23-04-2016 | Hitnotering: 09-01-2016 t/m 23-04-2016 | Hitnotering: 09-01-2016 t/m 23-04-2016 | Hitnotering: 09-01-2016 t/m 23-04-2016 | Hitnotering: 09-01-2016 t/m 23-04-2016 | Hitnotering: 09-01-2016 t/m 23-04-2016 | Hitnotering: 09-01-2016 t/m 23-04-2016 | Hitnotering: 09-01-2016 t/m 23-04-2016 | Hitnotering: 09-01-2016 t/m 23-04-2016 | Hitnotering: 09-01-2016 t/m 23-04-2016 | Hitnotering: 09-01-2016 t/m 23-04-2016 | Hitnotering: 09-01-2016 t/m 23-04-2016 | Hitnotering: 09-01-2016 t/m 23-04-2016 |
| Week:                                  | 1                                      | 2                                      | 3                                      | 4                                      | 5                                      | 6                                      | 7                                      | 8                                      | 9                                      | 10                                     | 11                                     | 12                                     | 13                                     | 14                                     | 15                                     | 16                                     |                                        |
| -------------------------------------- | -------------------------------------- | -------------------------------------- | -------------------------------------- | -------------------------------------- | -------------------------------------- | -------------------------------------- | -------------------------------------- | -------------------------------------- | -------------------------------------- | -------------------------------------- | -------------------------------------- | -------------------------------------- | -------------------------------------- | -------------------------------------- | -------------------------------------- | -------------------------------------- | -------------------------------------- |
| Positie:                               | 31                                     | 29                                     | 41                                     | 41                                     | 35                                     | 27                                     | 28                                     | 21                                     | 20                                     | 20                                     | 21                                     | 22                                     | 22                                     | 27                                     | 34                                     | 43                                     | uit                                    |

### NPO Radio 2 Top 2000
| Nummer met noteringen in de NPO Radio 2 Top 2000 | '15  | '16 | '17 | '18 | '19 | '20 | '21 | '22 | '23 | '24 |
| ------------------------------------------------ | ---- | --- | --- | --- | --- | --- | --- | --- | --- | --- |
| When We Were Young                               | 1703 | 144 | 219 | 287 | 362 | 334 | 238 | 482 | 490 | 486 |

1. ↑  Een vetgedrukt getal geeft de hoogste notering aan.
2. ↑  2015 was het eerste jaar met een notering voor dit nummer.

## Releasedata
| Land       | Releasedatum    | Formaat        | Label |
| ---------- | --------------- | -------------- | ----- |
| Italië     | 22 januari 2016 | Radio          | XL    |
| Australië  | 5 februari 2016 | Muziekdownload | XL    |
| Wereldwijd | 5 februari 2016 | Muziekdownload | XL    |